# Сясьская верфь (1942)
Сясьская верфь — судостроительная верфь созданная в 1942 году близ села Сясьские Рядки Волховского района Ленинградской области для строительства барж, предназначенных для эвакуации населения и промышленного оборудования из блокадного Ленинграда.

## История
Зимой 1942 года по указанию Государственного Комитета Обороны было начато сооружение Сясьской судостроительной верфи. Верфь строилась близ села Сясьские Рядки (ныне упразднена и включена в черту города Сясьстрой), на правом берегу реки Сясь.
В марте 1942 года Сясьстрой посетили заместитель Председателя СНК СССР А. Н. Косыгин и член Военного совета Ленинградского фронта Н. В. Соловьев, которые оказали большую помощь в решении ряда проблем строительства верфи.
В течение 1942 года Сясьская верфь построила 31 деревянную баржу грузоподъемностью 385 т каждая. Баржи предназначались для эвакуации населения и промышленного оборудования из блокадного Ленинграда и доставки боеприпасов, продовольствия и медикаментов в осаждённый город. Всего за годы войны на верфи было построено около ста большегрузных барж.
Строившиеся на Сясьской верфи деревянные озерные баржи имели длину 40 м, ширину 8 м, высоту борта 3,2 м и при осадке 180 см каждая вмещали более 380 тонн груза.
13 сентября 1945 года в соответствии с приказом Народного Комиссариата речного флота СССР № 270 на Сясьскую судостроительную верфь Северо-Западного речного пароходства было возложено строительство Свирской судостроительной верфи с одновременным перебазированием Сясьской верфи на реку Свирь.